# Луций Корнелий Пузион Аний Месала
Луций Корнелий Пузион Аний Месала (на латински: Lucius Cornelius Pusio Annius Messala) e политик и сенатор на Римската империя през 1 век.
Той е син на Луций Корнелий Пузион, суфектконсул по времето на началните години на император Веспасиан.
През 90 г. Месала става суфектконсул на мястото на император Домициан заедно с консула Марк Кокцей Нерва, бъдещият император Нерва. Освен това той е в колегията за провеждане на игри и в колегията за общественото хранене (septemvir epulonum). През 103/104 г. е проконсул на провинция Африка.